# استان سیواس
سیواس(به ترکی استانبولی: Sivas) نام یکی از ۸۱ استان ترکیه است که مرکز آن هم شهر سیواس است.
استان سیواس در منطقه آناتولی مرکزی قرار گرفته‌است.
راه شاهی ایران و جاده ابریشم از سیواس می‌گذشته‌است.

## شهرستان‌ها

محل استان سیواس در نقشه ترکیه

| - آکینجیلار Akıncılar - آلتین‌یایلا Altınyayla - دیوریغی Divriği - دوغان‌شار Doğanşar - گمرک Gemerek - گولووا Gölova - گورون Gürün - هافیک Hafik - ایمرانلی İmranlı | * کانگال Kangal - کویول‌حصار Koyulhisar - شارقشلا Şarkışla - سیواس Sivas* سوشهری Suşehri - اولاش Ulaş - ییلدیزالی Yıldızeli - زارا Zara |